# Karlov (Praha)
Areál Karlov (něm. Karlshof) se nachází na Novém Městě pražském v Praze 2 nad Nuselským údolím. Své jméno nese na počest císaře Karla Velikého, respektive podle kostela Panny Marie a sv. Karla Velikého, založeného Karlem IV. Po lokalitě je pojmenována ulice Ke Karlovu.

## Popis

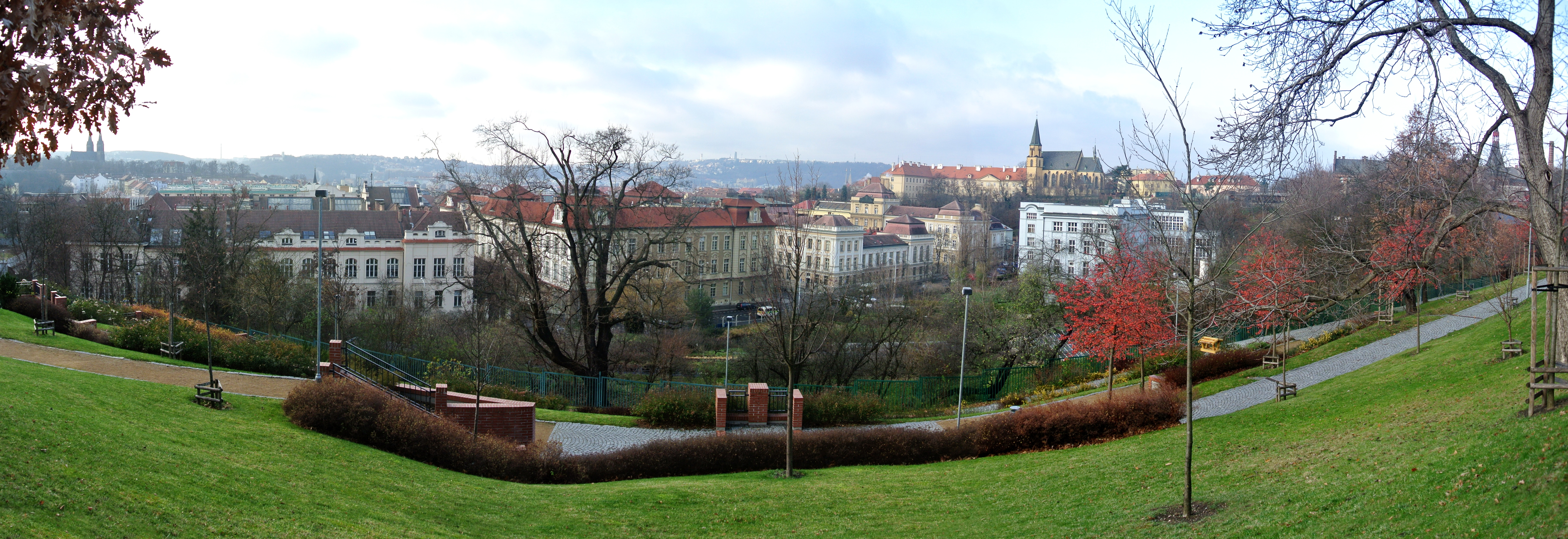
Park Ztracenka směrem k Albertovu

Centrem je někdejší klášter augustiniánů kanovníků při kostele Nanebevzetí Panny Marie a svatého Karla Velikého, v jehož prostorách dnes sídlí Muzeum Policie ČR s dopravním hřištěm. Dále se zde nachází Klinika dětského a dorostového lékařství, tři budovy MFF UK (Matfyz), Zemská porodnice U Apolináře (nejstarší v Českých zemích), horní část Albertovské skály, park Ztracenka a park Na Karlově.
Z Karlova vedou dolů na Albertov tři paralelní schodiště. Nejdelším schodištěm jsou Velké albertovské schody, které mají 116 jednotlivých schodů. Prostřední v ulici Horská mají 125 schodů a Malé albertovské schody, které spojují ulice Studničkova a Apolinářská, mají 154 jednotlivých schodů.
Na parkovišti před Policejním muzeem jsou pozůstatky kolejí konečné tramvaje č. 6 ve tvaru T. Trať byla zrušena v roce 1966 kvůli budování severojižní magistrály. Ze stejného důvodu (výstavby severního předmostí Nuselského mostu) byla roku 1971 zbourána i část dětské nemocnice a zrušeno "Koupaliště na Folimance".